# Maria Bieșu
Maria Bieșu (Volintiri, 3 agosto 1935 – Chișinău, 16 maggio 2012) è stata un soprano moldavo. In aggiunta alla prolifica attività sulle scene internazionali, fu deputata del Soviet Supremo dell'URSS dalla VII all'XI legislatura (1966-1989).

## Biografia
Figlia di Luca e Tatiana Bieșu, nacque in una numerosa famiglia contadina a Volintiri, dove il suo talento per il canto fu notato rapidamente. Dopo aver concluso gli studi al conservatorio di Chișinău nel 1961, si unì all'Opera Nazionale della Moldova, con cui fece il suo debutto come Tosca. Ad esso seguirono i ruoli di Tat'jana nell'Eugenio Onegin, Liza ne La dama di picche e Cio-Cio-San in Madama Butterfly.
Nel 1965 cantò come Tat'jana al Teatro Bol'šoj e si trasferì a Milano, dove continuò a perfezionarsi con Enrico Piazza, l'assistente di Arturo Toscanini. Nello stesso anno debuttò al Teatro alla Scala, rimanendovi per due stagioni e cantandovi come Cio-Cio Son, Tosca, Aida e Leonora ne Il trovatore. Parallelamente alle apparizioni scaligere, partecipò con successo al Concorso internazionale Čajkovskij nel 1966 e vinse un premio alla migliore Butterfly a Tokyo nel 1967. Nel 1971 esordì al Metropolitan Opera House come Nedda in Pagliacci. Nel 1986 incise su disco il ruolo di Norma per Melodija con l'orchestra del Teatro Bol'šoj. Tra i suoi numerosi riconoscimenti si annoverano il Premio di Stato della Repubblica di Moldavia (1968), il titolo di Artista del popolo dell'Unione Sovietica (1970), il Premio di Stato dell'Unione Sovietica (1974) e il Premio Lenin (1982). Nel 1999 fu nominata membro dell'Accademia delle Scienze della Moldavia.
Alla sua morte, causata da una leucemia nel 2012 all'età di 77 anni, il governo moldavo dichiarò lutto nazionale. Nello stesso anno il Teatrul Național de Operă și Balet di Chișinău è stato ribattezzato Teatrul Național de Operă și Balet „Maria Bieșu” in suo onore.

## Onorificenze

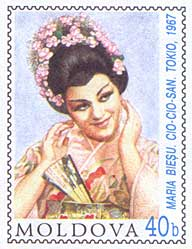
Francobollo commemorativo moldavo con Maria Bieșu nella Madama Butterfly